# Río Orthon
El río Orthon es un largo río amazónico boliviano, afluente del río Beni, que discurre por el departamento de Pando.

## Geografía
El río Orthon nace de la espectacular confluencia del río Tahuamanu y el río Manuripi, junto a la población de Puerto Rico, en el centro del departamento (11°6′17″S 67°33′32″O / -11.10472, -67.55889). Aguas arriba, esos dos ríos nacen en la región peruana de Madre de Dios, en su parte norte. El río Orthon discurre en dirección oeste hasta su desembocadura en el río Beni, unos 20 kilómetros al norte, aguas abajo, de la localidad de Riberalta (unos 95.000 hab. en 2007), donde el Beni se une con el río Madre de Dios. El río tiene una longitud de 410 km, aunque puede variar dependiendo de la forma de la medición ya que es un río bastante meándrico. Es navegable en gran parte de sus curso.
El río forma el límite norte de la Reserva Natural Manuripi. Pasa cerca de las pequeñas localidades de Nacebe, Lanza y Humaitá. 

## Historia
El río fue descubierto para los occidentales en 1880 por el estadounidense Edwin Heath, que lo bautizó con el nombre de su colega y compatriota James Orthon. El río era conocido desde antiguo por las naciones aborígenes, que lo llamaba Datimanu o sea «el río de las petas», unas tortugas acuáticas abundantes en la época.